# Les Champeaux
Les Champeaux är en kommun i departementet Orne i regionen Normandie i nordvästra Frankrike. Kommunen ligger i kantonen Vimoutiers som tillhör arrondissementet Argentan. År 2022 hade Les Champeaux 98 invånare.

## Befolkningsutveckling
Antalet invånare i kommunen Les Champeaux
| Referens: INSEE |